# White on Blonde
White on Blonde é o quarto álbum de estúdio da banda escocesa Texas, editado em 1997. O álbum inclui os singles "Say What You Want", "Halo", "Black Eyed Boy" e "Put Your Arms Around Me", tendo todos atingido o Top 10 do Reino Unido.
White on Blonde foi classificado pela revista Q, no nº 34 dos "Melhores 50 álbuns de sempre da revista Q", incluído nos "Melhores 50 álbuns de 1997" e "Melhores 90 álbuns dos anos 90".
Em Agosto de 2011 o álbum estava certificado como seis vezes platina, no Reino Unido.

## Alinhamento
1. "0.34" (Johnny McElhone, Sharleen Spiteri) – 0:34
2. "Say What You Want" (McElhone, Spiteri) – 3:53
3. "Drawing Crazy Patterns" (McElhone, Spiteri) – 3:52
4. "Halo" (McElhone, Spiteri) – 4:10
5. "Put Your Arms Around Me" (McElhone, Spiteri, Dave Stewart, Robert Hodgens) – 4:33
6. "Insane" (McElhone, Spiteri) – 4:45
7. "Black Eyed Boy" (McElhone, Spiteri, Eddie Campbell, Richard Hynd, Hodgens) – 3:10
8. "Polo Mint City" (McElhone, Spiteri) – 1:37
9. "White on Blonde" (McElhone, Spiteri) – 3:46
10. "Postcard" (McElhone, Spiteri) – 4:00
11. "0.28" (McElhone, Spiteri) – 0:28
12. "Ticket to Lie" (McElhone, Spiteri, Hodgens) – 3:31
13. "Good Advice" (McElhone, Spiteri, Rae, Christian) – 4:50
14. "Breathless" (McElhone, Spiteri) – 3:55

### Singles
- "Say What You Want": 6 de Janeiro de 1997
- "Halo": 7 de Abril de 1997
- "Black Eyed Boy": 23 de Julho de 1997
- "Put Your Arms Around Me": 3 de Novembro de 1997
- "Insane / Say What You Want (All Day Every Day)": 9 de Março de 1998

## Desempenho nas tabelas musicais
| Tabela (1996)        | Melhor posição |
| -------------------- | -------------- |
| UK Albums Chart      | 1              |
| French Albums Chart  | 2              |
| German Albums Chart  | 44             |
| Spanish Albums Chart | 4              |
| Swiss Albums Chart   | 12             |